# Грей, Алекс (порноактриса)
Алекс Грей (англ. Alex Grey; род. 20 апреля 1996 года в Форт-Беннинге, Джорджия, США) — американская порноактриса и модель ню.

## Карьера
Имеет русско-испанское происхождение. Родилась 20 апреля 1996 года на территории военной базы Форт-Беннинг, штат Джорджия. Жила в штате Канзас, до того, как переехала в городок Хилсборо, который находится примерно в 42 милях от Роли, штат Северная Каролина. Именно там она обучалась в колледже и получила диплом о высшем образовании.
Начала работать в качестве вебкам модели для сайта Chaturbate в 2015 году. Именно в это время её замечает Джон Стивен, владелец Matrix Models, который познакомился с ней через другую модель.
Начала свою карьеру в порноиндустрии в конце мая 2015 года в возрасте 19 лет со съёмок для сайта X-Art.
В феврале 2016 года впервые исполнила анальный секс в фильме Anal Beauty 3 студии Tushy. В конце июня того же года впервые снялась в сцене двойного проникновения и межрасового секса для студии Mr.StrokesXXX.
В декабре 2015 года Алекс стала «Киской месяца» журнала Penthouse. В июне 2016 года была выбрана журналом Hustler как Honey of the Month. Также, порносайт Twistys назвал её Treat of the Month за апрель 2017 года. В марте 2019 года была выбрана Ангелом месяца студии Vixen.
На AVN Awards 2017 выиграла награду в категории «Лучшая сцена триолизма (девушка/девушка/парень)» (за фильм Anal Beauty 4).
По состоянию на апрель 2018 года снялась в 125 порнофильмах.

## Награды и номинации
| Год  | Награда                    | Результат | Категория | Фильм                                       |
| ---- | -------------------------- | --------- | --- | ------------------------------------------- |
| 2016 | NightMoves Award           | Номинация | Лучшая новая старлетка | н/д                                         |
| 2017 | AVN Award                  | Номинация | Лучшая анальная сцена (вместе с Миком Блу) | Anal Beauty 3                               |
| 2017 | AVN Award                  | Номинация | Лучшая новая старлетка | н/д                                         |
| 2017 | AVN Award                  | Победа    | Лучшая сцена триолизма (Д/Д/П) (вместе с Карлой Куш и Кристианом Девилем)                                                                       | Anal Beauty 4                               |
| 2017 | DVDerotik Award            | Номинация | Задница года | н/д                                         |
| 2017 | DVDerotik Award            | Номинация | Лучшая новая старлетка | н/д                                         |
| 2017 | Spank Bank Award           | Победа    | Newcummer of the Year | н/д                                         |
| 2017 | Spank Bank Technical Award | Победа    | Good At Being Bad, Bad At Being Good | н/д                                         |
| 2017 | XBIZ Award                 | Номинация | Лучшая новая старлетка | н/д                                         |
| 2017 | XRCO Award                 | Номинация | Новая старлетка года | н/д                                         |
| 2018 | AVN Award                  | Номинация | Лучшая лесбийская сцена (вместе с Кристен Скотт)                                                                                                | Hollywood Hills Hijinx                      |
| 2018 | Spank Bank Technical Award | Победа    | Best Blasting of a Twitter Troll | н/д                                         |
| 2018 | Spank Bank Technical Award | Победа    | InstaLive Workout Video Vixen | н/д                                         |
| 2018 | XBIZ Award                 | Номинация | Лучшая сцена секса — только секс (вместе с Райаном Мэдисоном)                                                                                   | The Music Box                               |
| 2019 | Fleshbot Award             | Номинация | Лучшая сцена парень/девушка(вместе со Смоллом Хэндсом)                                                                                          | Goth Teen Nymphos                           |
| 2025 | AVN Award                  | Номинация | Лучшая гэнгбэнг-сцена (вместе с Алексом Мэком, Голливудом Кэшем, Джоном Стронгом, Миланом Поньевичем, Нейдом Насти, Эдди Джеем и Chocolate God) | The Gangbang of Alex Grey (из DP Masters 9) |

## Избранная фильмография
| - 2015 — Cheer Squad Sleepovers 15 - 2015 — Perfect Threesomes 1 - 2016 — A Gonzo Story 5 — Sister Swapping - 2016 — Anal Beauty 3 - 2016 — Anal Cuties 5 - 2016 — Burning Desires - 2016 — Girls Girls Girls - 2016 — Manuel Ferrara’s Ripe - 2016 — More Than Girlfriends - 2016 — My Sister Has A Tight Pussy 5 - 2016 — Neighborhood Brat - 2016 — Prized Pussy - 2016 — Should I Say Yes? - 2016 — Slut Puppies 11 - 2016 — Super Cute 4 - 2016 — Sweet Petite 3 | - 2017 — A Treat Story — Alex Grey - 2017 — Anal Beauty 5 - 2017 — Come Together - 2017 — Footsie Babes More Foot Fetish 5 - 2017 — Moms In Control 6 - 2017 — Music Box - 2017 — Young Girl Seductions 9 - 2018 — Absolutely Fuckable - 2018 — Anal Perfection 4 - 2018 — Cheating Lesbian MILFs - 2018 — Dad, I’m Not A Virgin - 2018 — DP Masters 5 - 2018 — Footsie Babes More Foot Fetish 10 - 2018 — No More Fairy Tales - 2018 — Real Teens 2 - 2018 — She’s So Small 16 |